# Sesleria autumnalis
Sesleria autumnalis là một loài thực vật có hoa trong họ Hòa thảo. Loài này được (Scop.) F.W.Schultz miêu tả khoa học đầu tiên năm 1861.

## Hình ảnh

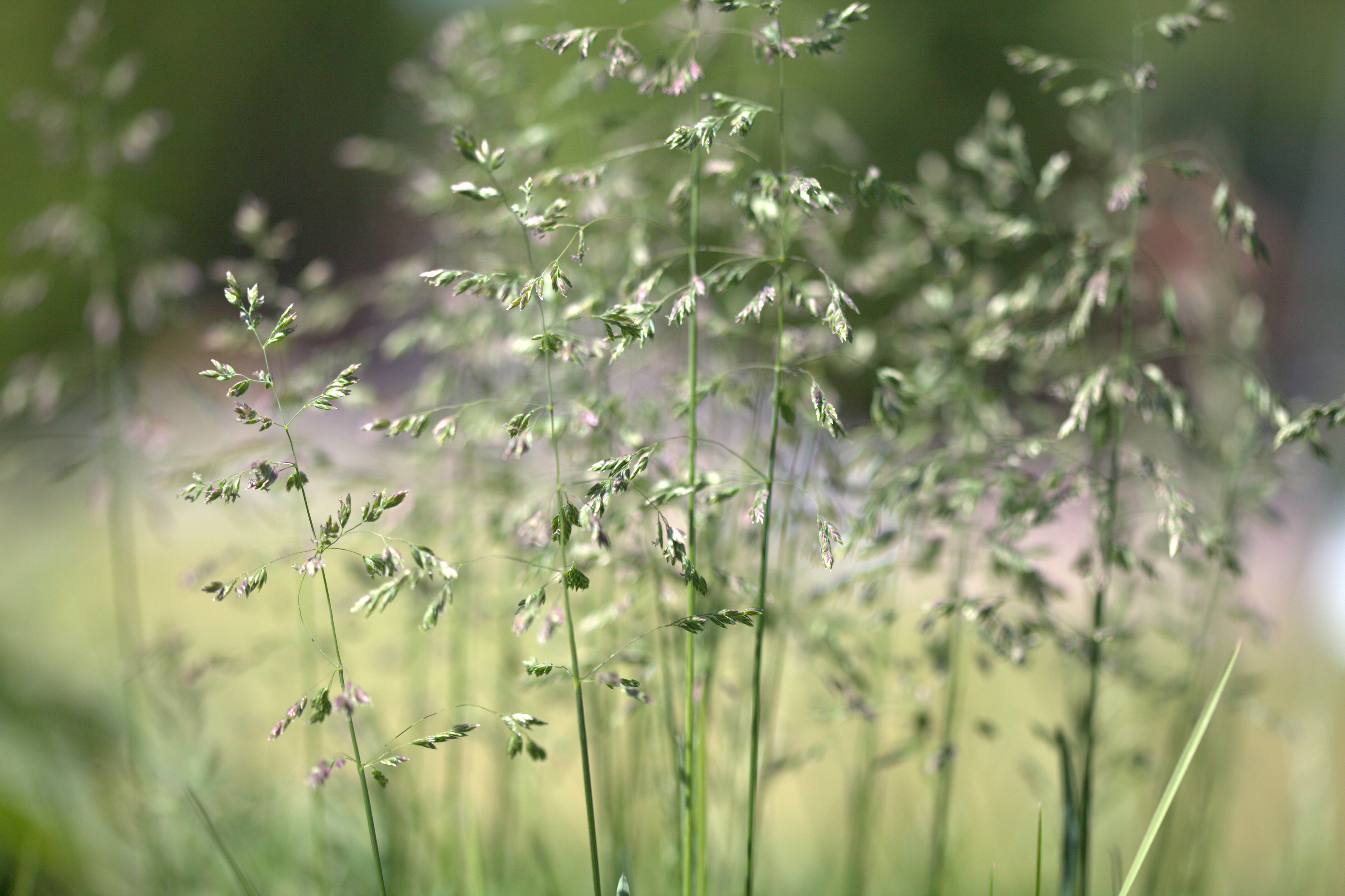
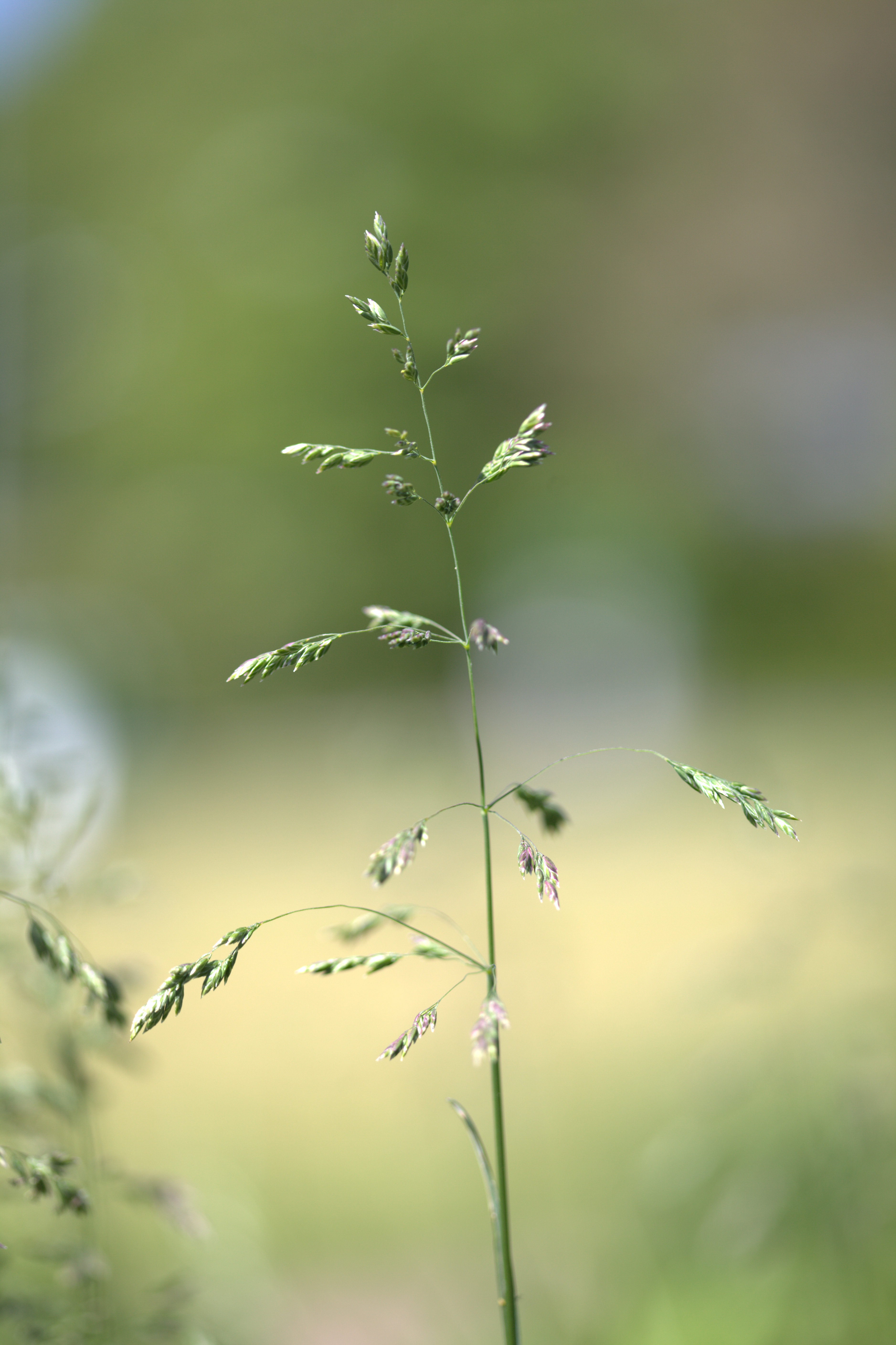
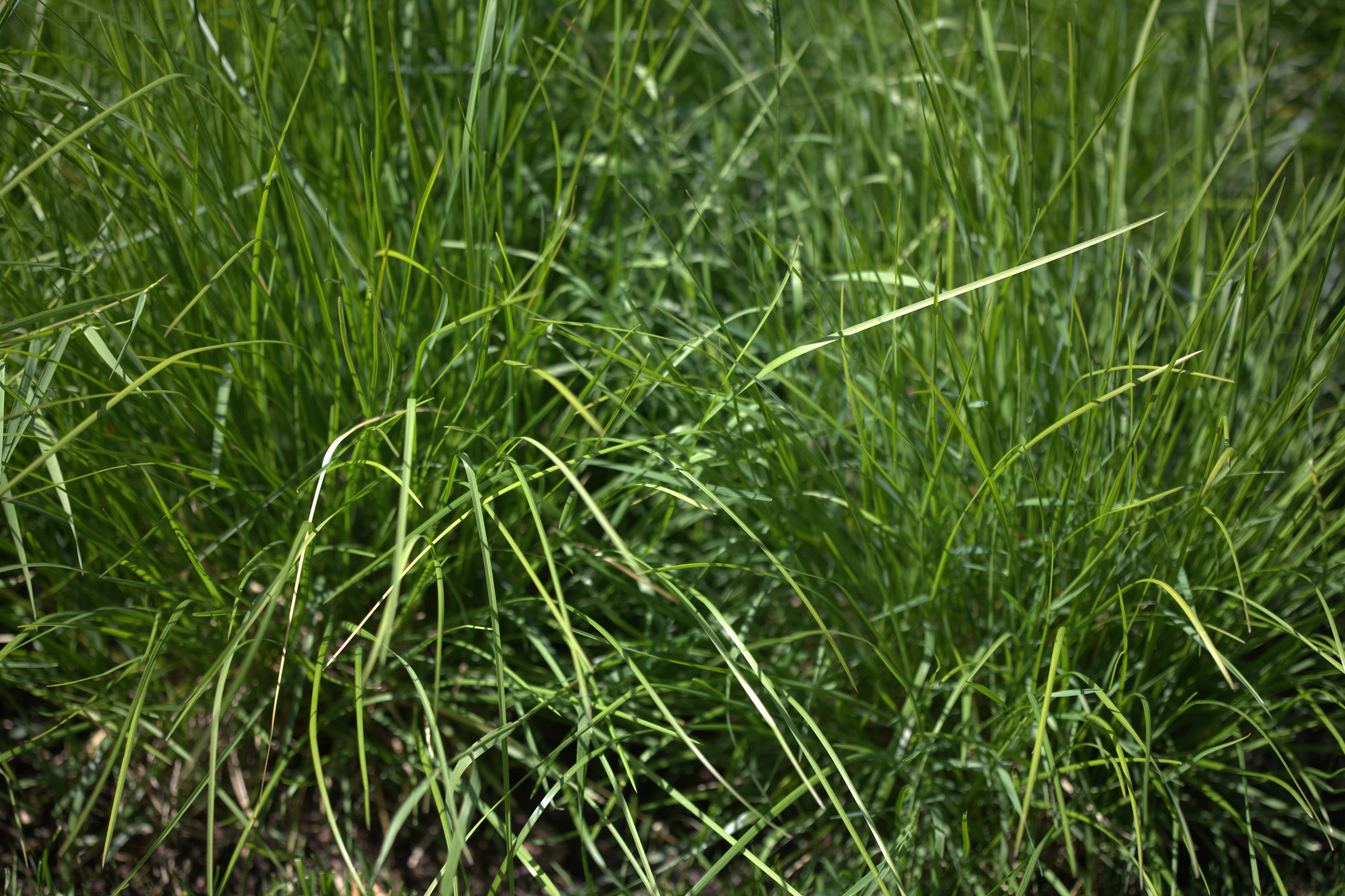